# سانتا باربارا، ایلویلو
سانتا باربارا با نام رسمی شهرداری سانتا باربارا (هیلیگاینون: Banwa sang Santa Barbara , تاگالوگ: Bayan ng Santa Barbara)، یک شهرداری درجه دو در استان ایلویلو، فیلیپین است. طبق سرشماری سال ۲۰۲۰، جمعیت آن ۶۷۶۳۰ نفر است. سانتا باربارا بخشی از منطقه مترو ایلویلو-گیماراس است که در مرکز شهر ایلویلو قرار دارد.